# Dig Dug: Digging Strike
Dig Dug: Digging Strike – japońska konsolowa gra zręcznościowa, wyprodukowana przez Namco. Gra została wydana przez Namco w 2005 i przez Atari w 2006 roku na Nintendo DS.

## Rozgrywka
Dig Dug: Digging Strike zawiera elementy pierwszej i drugiej części Dig Duga. Gra wyświetlana jest w dwóch rzutach, na pierwszym ekranie z góry i dolnym z boku. Gra składa się z 15 poziomów, na które składa się ponad 80 terenów. Podczas przechodzenia gry odblokowywane są dodatki m.in. mini-gry, które parodiują inne gry Namco.
W grze dostępny jest tryb gry wieloosobowej z opcją współpracy.